# A hűtlenség ára
A hűtlenség ára (eredeti cím: Faithful) 1996-ban bemutatott amerikai bűnügyi film, amelyet Paul Mazursky rendezett.

## Cselekmény
Margaret (Cher) és Jack (Ryan O’Neal) a 20. házassági évfordulójukat napján, Jack üzleti útra megy, és közben felbérel egy bérgyilkost, Tony-t, (Chazz Palminteri), hogy ölje meg feleségét az 5 millió dolláros biztosításért, és azért, hogy fiatalabb szeretőjét, Debbie-t (Amber Smith) elvegye. Tony meg is érkezik a házaspár házához és kikötözi egy székhez Margaretet, majd várja a telefonhívást, ami a jel, hogy végezzen az asszonnyal. Tony közben megkedveli Margaretet és nem öli meg, amit az is nehezített, hogy nővel még nem végzett karrierje során. Közben Jack is hazaérkezik, akit kényszerítenek arra, hogy a ház széféből vegye ki a pénzt és tűnjön el a házból.

## Szereplők
| Szereplő                 | Színész          | Magyar hang  |
| ------------------------ | ---------------- | ------------ |
| Margaret                 | Cher             | Détár Enikő  |
| Tony                     | Chazz Palminteri | Gáti Oszkár  |
| Jack Connor              | Ryan O’Neal      | Sörös Sándor |
| Dr. Susskind             | Paul Mazursky    | Makay Sándor |
| Debbie                   | Amber Smith      | Mics Ildikó  |
| fiatal férfi a Rolls-nál | Jeffrey Wright   |              |
| fiatal férfi a Rolls-nál | Stephen Spinella |              |